# Jay Cocks
John C. (Jay) Cocks jr. (12 januari 1944) is een Amerikaanse scenarist en filmcriticus.

## Carrière
Jay Cocks studeerde aan Kenyon College. In de jaren 70 werkte hij als filmcriticus en muziekjournalist voor onder meer Time, Newsweek en Rolling Stone.
Begin jaren 70 raakte Cocks bevriend met regisseur Brian De Palma en acteur Robert De Niro. Op een kerstfeestje dat door Cocks en zijn echtgenote, de actrice Verna Bloom, werd georganiseerd, ontmoette De Niro voor het eerst Martin Scorsese, de regisseur met wie hij later verscheidene films zou maken.
In 1976 liet George Lucas een eerste versie van zijn sciencefictionfilm Star Wars zien aan onder meer Cocks, De Palma, Steven Spielberg en John Milius. De Palma en Cocks herschreven nadien de openingstekst van de film. Zo werd de bekende openingszin "In a galaxy far, far away..." door Cocks bedacht.
In de jaren 80 werkte Cocks ook mee aan het scenario van The Last Temptation of Christ van Scorsese, hoewel hij geen vermelding kreeg in de aftiteling. Enkele jaren later schreef hij voor de Italo-Amerikaanse regisseur ook het script voor de Armani-docu Made in Milan. In 1993 volgde met The Age of Innocence van Scorsese zijn eerste film als hoofdscenarist. Cocks baseerde zijn script op de roman De jaren van onschuld (1920) van schrijfster Edith Wharton. Het leverde hem zijn eerste Oscarnominatie op.
In 1995 schreef Cocks samen met James Cameron het scenario voor Kathryn Bigelows sciencefictionfilm Strange Days. Nadien riep Cameron zijn hulp ook in voor het scenario van de blockbuster Titanic, hoewel hij opnieuw geen vermelding kreeg in de aftiteling. Ook het script van De Palma's actiefilm Mission: Impossible (1996) werd door Cocks herschreven. Nadien bedachten Cocks en De Palma ook het scenario Nazi Gold, een heist film over goud dat tijdens de Tweede Wereldoorlog door de Nazi's werd gestolen en aan Zwitserse banken werd verkocht. Het script werd in 1998 voor 5 miljoen dollar verkocht aan MGM.
Reeds in de jaren 70 werkten Cocks en Scorsese het verhaal en scenario van Gangs of New York (2002) uit. Het script werd later herschreven door Steven Zaillian, Kenneth Lonergan en Hossein Amini. De film leverde Cocks, Zaillian en Lonergan begin 2003 een Oscarnominatie op.

## Prijzen en nominaties

### Academy Award
- Best Writing, Screenplay Based on Material Previously Produced or Published – The Age of Innocence (1993) (genomineerd)
- Best Writing, Original Screenplay – Gangs of New York (2002) (genomineerd)

### BAFTA Award
- Best Screenplay, Original – Gangs of New York (2002) (genomineerd)

### WGA Award
- Best Original Screenplay – Gangs of New York (2002) (genomineerd)

## Filmografie

### Officieel
- Made in Milan (docu) (1990)
- The Age of Innocence (1993)
- Strange Days (1995)
- Gangs of New York (2002)
- De-Lovely (2004)
- Silence (2016)

### Officieus
- Star Wars (1977)[5]
- The Last Temptation of Christ (1988)[8]
- Mission: Impossible (1996)[10]
- Titanic (1997)[10]